# Jan Steen
Jan Havicksz. Steen (Leiden 1625 o 1626 - enterrat a Leiden, el 3 de febrer de 1679) fou un pintor barroc neerlandès (Províncies Unides) de l'Edat d'Or Holandesa. Figura entre els pintors de gènere neerlandès més importants de la seva època. Va pintar alguns centenars de quadres, de qualitats desiguals, però caracteritzats, sobretot, pel coneixement del cor humà, l'humor, i una utilització exuberant del color. Representa freqüentment valors morals en escenes quotidianes, recorrent a imatges plenes de simbologia.

## Biografia
Jan Steen va néixer a Leiden on els seus pares, Havick Steen, venedor de grans i cerveser, i Elisabeth Capiteyn, explotaven una taverna des de feia algunes generacions. Catòlics rics, s'havien casat el 1625 davant els regidors i, segons sembla, algun temps després ho varen fer en una schuilkerk. Jan va ser el gran de vuit nens.
El 1639, Jan Steen probablement va assistir a l'escola llatina de Leiden, com Rembrandt (1606-1669), el seu il·lustre contemporani. Va marxar llavors a fer el seu aprenentatge a Utrecht, amb Nicolaus Knüpfer (1603-1660), un pintor alemany de quadres històrics i figuratius, del qual la influència és visible en les composicions i l'ús dels colors de Steen. Una altra de les seves fonts d'inspiració serà Adriaen van Ostade (1610-1685), pintor de la vida camperola que va viure a Haarlem i posteriorment també va estar amb Dirck Hals.

El 1646, Jan Steen es va inscriure a la Universitat de Leiden, i dos anys més tard, el març de 1648, es va inscriure al recentment creat Gremi de Sant Lluc de Leiden i va col·laborar amb Gabriel Metsu.

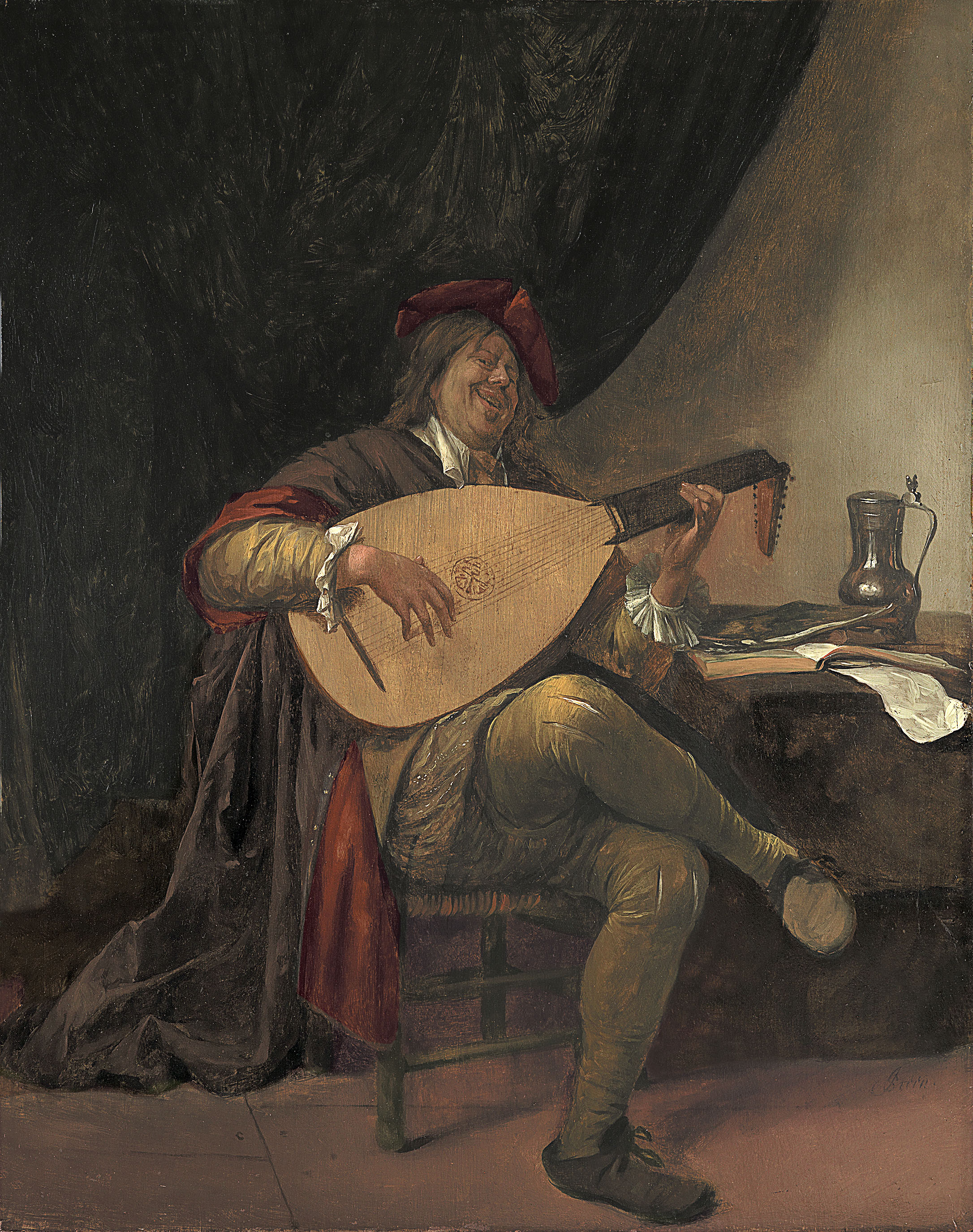
Autoretrat tocant el llaüt

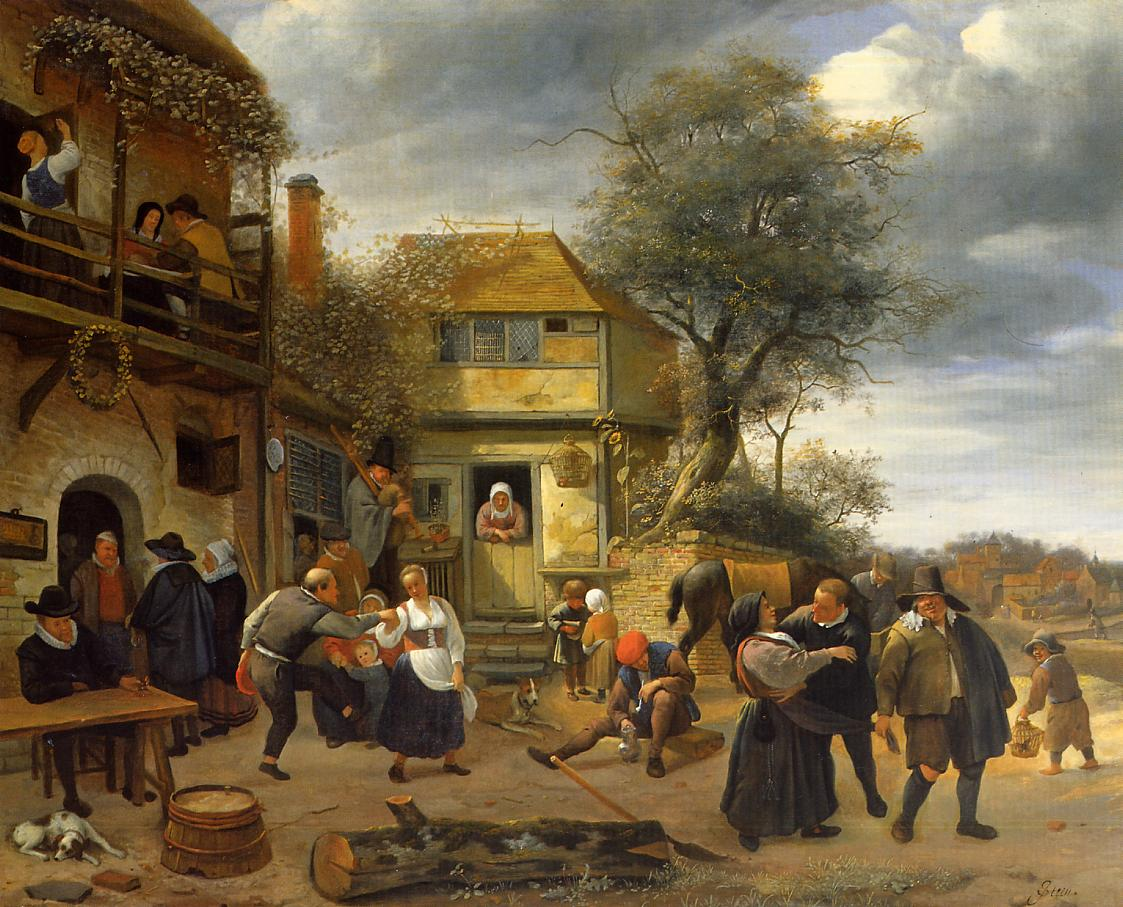
Pagesos davant un hostal

El 1649, a La Haia, va entrar al servei del pintor paisatgista Jan van Goyen (1596-1656) i es va casar amb la seva filla Margriet (Grietje), el 3 d'octubre del mateix any. La parella, que tindrà almenys cinc nens. Viu llavors amb Van Goyen sobre la Bierkade. La col·laboració entre els dos pintors durarà cinc anys.
El 1654, Steen es fa membre de la schutterij local, una mena de milícia composta de voluntaris que van existir als Països Baixos a l'edat mitjana i fins al començament de l'època moderna i que tenia per objecte protegir les ciutats. Entre 1654 i 1657, el seu pare li va cedir l'explotació de la taverna De Slange («La Serp»), a Delft, tot anant regularment a Leiden. Hauria tingut una altra cerveseria, De Roscam («l'Estova»), amb poc èxit. La terrible explosió del polvorí de Delft, que va devastar una gran part de la ciutat, va posar un fre a l'economia local.
De 1656/1657 a 1660, va viure en una petita casa a Warmond, no lluny de Leiden, moment en què deixà d'ocupar-se del De Slange. El 1660, es va instal·lar a Haarlem, on es va inscriure al gremi de Sant Lluc l'any següent. És allà que coneixerà el seu període més productiu.
L'any 1669 va morir la seva dona i el 1670 mor el seu pare. Des d'aquell mateix any va tornar a viure a Leiden en una casa heretada dels seus pares on continuà fins a la seva mort. Durant aquest període, és sovint acompanyat per Frans van Mieris. El 1671, és escollit una primera vegada per dirigir el gremi dels artistes, una funció que havia d'exercir de nou tres anys més tard. Obté l'autorització d'explotar una altra taverna, De Vrede («La Pau») i, cap a 1673, es casa de nou amb la vídua d'un llibreter, Maria Van Egmont, amb la qual tindrà els seus sisè i setè fill.
Jan Steen va morir el 3 de febrer de 1679, als 54 anys. El seu cos va ser inhumat en un panteó de família de la Pieterskerk («església Sant Pere») a Leiden. La seva filla Catherina es va casar amb el pintor de soldats d'infanteria de marina Jan Porcellis.

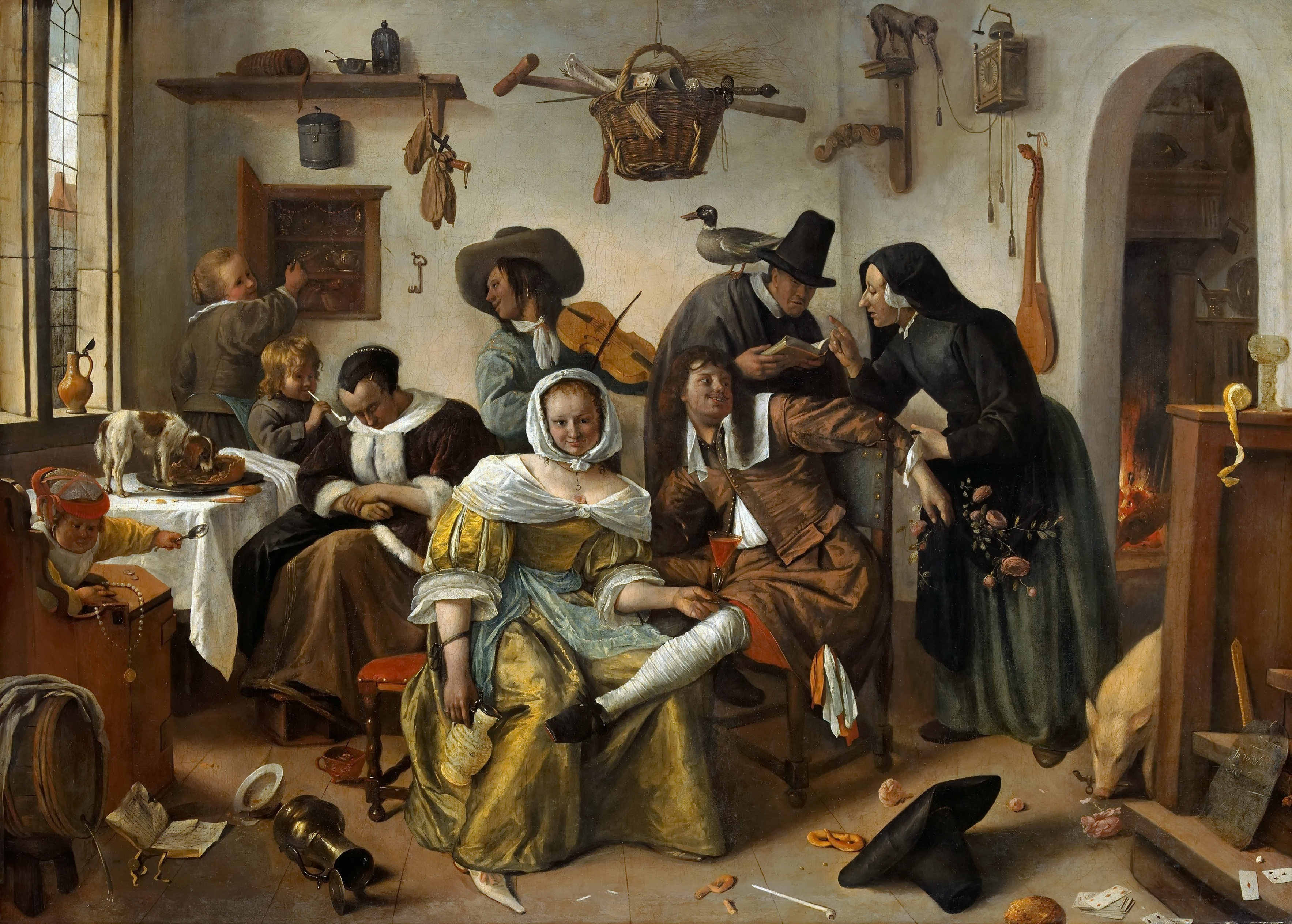
El Món a l'inrevés

## Obra
L'estil de Jan Steen pertany al barroc. Va ser un pintor prolífic que va realitzar prop de vuit-centes pintures de les quals es conserven menys de la meitat.
La vida quotidiana constitueix l'assumpte de predilecció de Jan Steen. Un bon nombre de quadres són plens d'animació, fins i tot caòtics i recarregats, fins al punt que aquest gènere d'escenes ha donat a llum una expressió correntment utilitzada en neerlandès: «een huishouden van Jan Steen», és a dir «una casa Jan Steen». Les seves pintures contenen subtils indicis i nombrosos símbols que deixen entendre que Jan Steen no volia tant convidar l'espectador a imitar el que es representa, sinó al contrari, donar a aquest una lliçó moral. Sovint, hi ha referències a vells proverbis o a antics texts literaris neerlandesos. La família del pintor sovint li feia de model.
Fora de les pintures de gènere, Steen va explorar assumptes variats: va pintar escenes històriques, mitològiques i religioses (Samson entre els Filisteus, Amnon i Hagar, Les Noces de Canà …), retrats - alguns autoretrats -, natures mortes i paisatges. Destaquen les seves representacions de nens, així com el seu domini de la llum i la preocupació dels detalls, sobretot en la representació de les matèries tèxtils.
L'obra de Jan Steen va gaudir de l'estima dels seus contemporanis i, per això, es va guanyar bastant bé la seva vida. A excepció de dos dels seus fills, Cornelis i Thadeus Steen, no se li coneix cap alumne, però el seu treball va constituir una font d'inspiració per altres artistes.

## Selecció d'alguns quadres de Jan Steen
| Imatge                                  | Títol | Any             | Tècnica                 | Format          | Col·lecció                                               |
| --------------------------------------- | --- | --------------- | ----------------------- | --------------- | -------------------------------------------------------- |
|                                         | Això és un caos! (Els efectes de la intemperància)                                                          | 1663-1665       | Oli sobre fusta         | 76 x 106'5      | National Gallery de Londres                              |
|                                         | Així cantaven els vells, així grinyolen els joves (Soo d'Ouden Songen, Soo Pypen de Jongen...) [Bateig]     | 1663-1665 (ca.) | Oli sobre tela          | 134 × 163 cm    | Mauritshuis, La Haia                                     |
| Així guanya, així gasta                 | Així guanya, així gasta (Soo gewonne, soo verteert)                                                         | 1661            | Oli sobre tela          | 79 × 104 cm     | Musée Boijmans Van Beuningen, Rotterdam                  |
| Amnon i Thamar                          | Amnon i Thamar                                                                                              | 1651-1675 (ca.) | Oli sobre taula         | 64,5 x 83 cm    | Wallraf-Richartz-Museum, Colònia                         |
|                                         | L'Arrencador de dents                                                                                       | 1651            | Oli sobre taula         | 32,5 x 26,7 cm  | Mauritshuis, La Haia                                     |
| Hostal                                  | Hostal | 1651-1675 (ca.) | Oli sobre tela          | 68 × 82 cm      | Mauritshuis, La Haia                                     |
| Autoretrat                              | Autoretrat                                                                                                  | 1670            |                         |                 | Rijksmuseum, Amsterdam                                   |
| Autoretrat tocant un llaüt              | Autoretrat tocant un llaüt                                                                                  | 1663-1665 (ca.) | Oli sobre taula         | 55,5 x 44 cm    | Museu Thyssen-Bornemisza, Madrid                         |
|                                         | El Bateig del nen                                                                                           |                 | Oli sobre tela          | 83 x 99 cm      | Gemäldegalerie, Berlín                                   |
|                                         | La Gràcia                                                                                                   | 1660            | Oli sobre taula         | 52,7 x 44,5 cm  | Morrison Collection                                      |
|                                         | La Gràcia                                                                                                   | 1663-1665 (ca.) | Oli sobre tela          | 99 x 84 cm      | Col·lecció privada                                       |
|                                         | El Burgmestre de Delft i la seva filla                                                                      | 1655            | Oli sobre tela          | 82,5 x 68,5 cm  | Rijksmuseum, Amsterdam                                   |
|                                         | El Bevedor                                                                                                  |                 |                         |                 | Smith College Museum of Art, Northampton - Massachusetts |
|                                         | La Gàbia del lloro                                                                                          | 1651-1675 (ca.) | Oli sobre taula         | 50 x 40 cm      | Rijksmuseum, Amsterdam                                   |
| La Parella dansant                      | La Parella dansant                                                                                          | 1663            |                         |                 | National Gallery of Art, Washington                      |
|                                         | Nens ensenyen a llegir a un gat                                                                             |                 | Oli sobre taula (roure) | 45 x 35,5 cm    | Kunstmuseum Basel, Basilea                               |
|                                         | L'Escola de nois i de noies                                                                                 | 1670 (ca.)      | Oli sobre tela          | 81,7 x 108,6 cm | Nacional Galleries of Scotland, Edimburg                 |
|                                         | L'Escola del poble                                                                                          |                 |                         |                 |                                                          |
|                                         | L'Escola del poble                                                                                          | 1663-1665 (ca.) | Oli sobre tela          | 109 x 81 cm     | Nacional Gallery of Ireland, Dublín                      |
|                                         | Nens ensenyant a ballar a un gat. Joan Miró va versionar aquesta obra en un dels seus Interiors holandesos. | 1665-1668       | Oli sobre taula         | 68,5 x 59 cm    | Museu Guggenheim (Venècia)                               |
|                                         | Faula del sàtir i del pagès                                                                                 |                 |                         |                 |                                                          |
| La Família amb gats                     | La Família amb gats                                                                                         | 1651-1675 (ca.) | Oli sobre tela          | 150 × 148 cm    | Szépmvészeti Múzeum, Budapest                            |
| La Festa dels Reis                      | La Festa dels Reis                                                                                          | 1668 (ca.)      | Oli sobre tela          | 80 x 105 cm     | Staatliche Museen, Kassel                                |
| 'El Promès enganyat o Casament al poble | El Promès enganyat o Casament al poble                                                                      | 1670 (ca.)      | Oli sobre tela          | 57 x 68 cm      | Museu d'Història de l'Art de Viena                       |
| Noia amb ostres                         | Noia amb ostres                                                                                             | 1651-1675 (ca.) | Oli sobre taula         | 20,5 × 14,5 cm  | Mauritshuis, La Haia                                     |
| Jugadors de bitlles davant l'hostal     | Jugadors de bitlles davant l'hostal                                                                         | 1650 (ca.)      | Oli sobre taula         | 33,5 × 27 cm    | National Gallery de Londres                              |
| Dona tocant un cistre                   | Dona tocant un cistre                                                                                       | 1651-1675 (ca.) | Oli sobre taula         | 31 × 27,5 cm    | Mauritshuis, La Haye                                     |
| L'Alegre Família                        | L'Alegre Família                                                                                            | 1668            | Oli sobre tela          | 110,5 x 141 cm  | Rijksmuseum, Amsterdam                                   |
| El vi és un burlador                    | El vi és un burlador                                                                                        | 1663-1664 (ca.) | Oli sobre tela          | 87,3 × 104,8 cm |                                                          |
|                                         | El Mestre d'escola sever                                                                                    | 1668 (ca.)      | Oli sobre plafó         | 57,5 x 57 cm    | Col·lecció privada                                       |
| El Món a l'inrevés                      | El Món a l'inrevés                                                                                          | 1663 (ca.)      | Oli sobre tela          | 105 x 145 cm    | Kunsthistorisches Museum, Viena                          |
|                                         | Les Noces de Canaan                                                                                         | 1670-72         | Oli sobre taula         |                 | National Gallery of Ireland, Dublín                      |
|                                         | La Nit de noces de Tobie i Sarah.                                                                           |                 |                         |                 |                                                          |
| L'Orador coronat                        | L'Orador coronat                                                                                            | 1651-1675 (ca.) | Oli sobre tela          | 70 x 61 cm      | Alte Pinakothek, Múnic                                   |
| Pagesos davant un hostal                | Pagesos davant un hostal                                                                                    | 1653            | Oli sobre tela          |                 | Toledo Museum of Art, Toledo - Ohio                      |
| Pagesos jugant a les bitlles            | Pagesos jugant a les bitlles                                                                                | 1655 (ca.)      | Oli sobre taula (roure) | 68 x 87 cm      | Kunsthistorisches Museum, Viena                          |
|                                         | El petit Captaire d'almoina                                                                                 | 1663-1665 (ca.) | Oli sobre plafó         | 59 x 51 cm      | Museu del Petition Palais, París                         |
| La Saint-Nicolas                        | La Saint-Nicolas                                                                                            | 1665-1668 (ca.) | Oli sobre tela          | 82 x 70,5 cm    | Rijksmuseum, Amsterdam                                   |
| Berenador al jardí                      | Berenador al jardí                                                                                          | 1661-1663 (ca.) | Oli sobre tela          | 68 x 58 cm      | Gemäldegalerie, Berlín                                   |
| La Visita                               | La Visita                                                                                                   | 1651-1675 (ca.) | Oli sobre taula (roure) | 61,6 x 46 cm    | Szépmvészeti Múzeum, Budapest                            |
| La Visita del doctor                    | La Visita del doctor                                                                                        |                 | Oli sobre plafó         | 49 × 42 cm      |                                                          |

## Curiositats
- Un mateix petit gos juga bastant regularment un paper en els seus quadres (Així cantaven..., Així guanyat..., Hostal, Nens ensenyant a ballar a un gat, L'Epifania...). Es tracta de fet d'una antiga raça canina neerlandesa: el kooikerhondje. Es pot suposar que el gos representat, en vista de la freqüència amb la qual apareix, pertanyia a Steen, o que, almenys, el pintor posseïa tal gos.

- L'1 de novembre de 2008, va ser inaugurat un bust de bronze de Jan Steen davant el número 36 de la Jan Steenlaan («Avinguda Jan Steen») a Warmond, la casa on el pintor va passar prop de cinc anys de la seva vida. L'escultura és obra de Jeroen Spijker, de Leyde, qui també ha immortalitzat el cantant neerlandès Ramses Shaffy.

- Dues de les seves obres van servir d'inspiració a Joan Miró per a la seva sèrie Interior holandès.